# Corneille-Brecht
 (janvier 2013).
Si vous disposez d'ouvrages ou d'articles de référence ou si vous connaissez des sites web de qualité traitant du thème abordé ici, merci de compléter l'article en donnant les références utiles à sa vérifiabilité et en les liant à la section « Notes et références ».
Pour plus de détails, voir Fiche technique et Distribution.
Corneille-Brecht  ou Rome, l'unique objet de mon ressentiment est un court métrage français de Cornelia Geiser et Jean-Marie Straub, sorti en 2009, qui adapte au cinéma Das Verhör des Lucullus (le jugement de Lucullus) de Bertolt Brecht ainsi que deux monologues extraits de pièce de Pierre Corneille, Horace et Othon.

## Synopsis
Une femme récite devant une fenêtre deux monologue de Corneille. Puis, assise, elle lit dans différentes tenues l'histoire du procès de Lukullus, général romain, qui est jugé par les ombres après sa mort.

## Fiche technique
- Titre : Corneille-Brecht ou Rome l'unique objet de mon ressentiment
- Réalisation : Cornelia Geiser et Jean-Marie Straub
- Scénario : d'après Das Verhör des Lucullus de Bertolt Brecht et Horace et Othon de Pierre Corneille
- Photographie : Christophe Clavert
- Montage : Jean-Marie Straub et Christophe Clavert
- Production : Jean-Marie Straub
- Société de production : Straub-Huillet
- Société de distribution : Baba Yaga Distribution (France)
- Pays :  France
- Genre : Drame
- Durée : 29 minutes
- Dates de sortie : 
  -  France : 31 octobre 2009 (Festival international du film de Vienne)
  -  France : 5 janvier 2011

## Distribution
- Cornelia Geiser : la femme